# Wyong Shire
Wyong Shire is een Local Government Area (LGA) in de Australische deelstaat New South Wales.